# اوریاند ابازج
اوریاند ابازج (انگلیسی: Oriand Abazaj؛ زادهٔ ۱۷ ژانویهٔ ۱۹۸۵) بازیکن فوتبال اهل آلبانی است. او برای چندین تیم در سوپر لیگ فوتبال آلبانی و لیگ دسته اول فوتبال آلبانی بازی کرده است، از جمله: تیرانا، کستیاوتی کرویا، شکومبنی پچین،  پارتیزانی تیرانا
وی  در تیم ملی فوتبال زیر ۲۱ سال آلبانی بازی کرده است.